# Wang Qiang
Este es un nombre chino; el apellido es Wang.
Wang Qiang (Chino: 王蔷; Tianjin, 14 de enero de 1992) es una jugadora de tenis profesional china. 
Wang ha ganado 2 títulos a nivel WTA además de diez sencillos y un título de dobles en el tour de la ITF en su carrera. Su mejor clasificación en la WTA fue la número 14 del mundo, lograda en julio de 2019.
Quiang ha levantado hasta 2 títulos individuales a nivel WTA.
En dobles alcanzó número 153 del mundo, que llegó el 16 de octubre de 2017.

## Títulos WTA (2; 2+0)

### Individual (2)
| Leyenda                                |
| -------------------------------------- |
| Grand Slam (0)                         |
| WTA Tour Championships (0)             |
| WTA Elite Trophy (0)                   |
| P. Mandatory & Premier 5, WTA 1000 (0) |
| Premier, WTA 500 (0)                   |
| International, WTA 250 (2)             |

| No. | Fecha                    | Torneo    | Superficie | Oponente en la final | Resultado      |
| 1.  | 29 de julio de 2018      | Nanchang  | Dura       | Saisai Zheng         | 7-5, 4-0, ret. |
| 2.  | 22 de septiembre de 2018 | Guangzhou | Dura       | Yulia Putintseva     | 6-1, 6-2       |

#### Finalista (3)
| No. | Fecha                  | Torneo       | Superficie    | Oponente en la final | Resultado |
| 1.  | 14 de octubre de 2018  | Hong Kong    | Dura          | Dayana Yastremska    | 2-6, 1-6  |
| 2.  | 4 de noviembre de 2018 | Elite Trophy | Dura (i)      | Ashleigh Barty       | 3-6, 4-6  |
| 3.  | 22 de mayo de 2021     | Parma        | Tierra batida | Cori Gauff           | 1-6, 3-6  |

### Dobles (0)
| Leyenda                                |
| -------------------------------------- |
| Grand Slam (0)                         |
| WTA Tour Championships (0)             |
| P. Mandatory & Premier 5, WTA 1000 (0) |
| Premier, WTA 500 (0)                   |
| International, WTA 250 (0)             |

#### Finalista (1)
| No. | Fecha                 | Torneo    | Superficie | Pareja     | Oponentes en la final        | Resultado |
| 1.  | 15 de octubre de 2017 | Hong Kong | Dura       | Lu Jiajing | Hao-Ching Chan Yung-Jan Chan | 1-6, 1-6  |

## Títulos WTA 125s

### Individual (1)
| N.º | Fecha               | Torneo    | Superficie | Oponentes  | Resultado             |
| --- | ------------------- | --------- | ---------- | ---------- | --------------------- |
| 1.  | 23 de abril de 2017 | Zhengzhou | Dura       | Shuai Peng | 3-6, 7-6(3), 1-1 ret. |

#### Finalistas (1)
| N.º | Fecha                  | Torneo | Superficie | Oponentes     | Resultado     |
| --- | ---------------------- | ------ | ---------- | ------------- | ------------- |
| 1.  | 2 de noviembre de 2014 | Ningbo | Dura       | Magda Linette | 6-3, 5-7, 1-6 |

## Títulos ITF

### Individual (13)
| Torneos de $100 000 |
| Torneos de $75 000  |
| Torneos de $50 000  |
| Torneos de $25 000  |
| Torneos de $15 000  |
| Torneos de $10 000  |

| N.º | Fecha                   | Torneo             | Superficie | Oponentes          | Resultado     |
| --- | ----------------------- | ------------------ | ---------- | ------------------ | ------------- |
| 1.  | 11 de noviembre de 2010 | Hyogo, Japón       | Carpet     | Yurina Koshino     | 6-1, 6-4      |
| 2.  | 18 de marzo de 2012     | Sanya, China       | Carpet     | Han Xinyun         | 6-2, 6-4      |
| 3.  | 8 de mayo de 2012       | Beijing, China     | Dura       | Chan Yung-Jan      | 6-2, 6-4      |
| 4.  | 2 de diciembre de 2012  | Bangkok, Tailandia | Dura       | Nungnadda Wannasuk | 6-2, 6-1      |
| 5.  | 9 de diciembre de 2012  | Bangkok, Tailandia | Dura       | Xin Wen            | 4-6, 6-3, 6-4 |
| 6.  | 23 de febrero de 2014   | Nueva Delhi, India | Dura       | Yuliya Beygelzimer | 6-1, 6-3      |
| 7.  | 19 de mayo de 2014      | Kurume, Japón      | Césped     | Eri Hozumi         | 6-3, 6-1      |
| 8.  | 25 de mayo de 2014      | Tianjin, China     | Dura       | Zhu Lin            | 6-3, 6-2      |
| 9.  | 3 de agosto de 2014     | Wuhan, China       | Dura       | Luksika Kumkhum    | 6-2, 6-2      |
| 10. | 6 de julio de 2015      | Bangkok, Tailandia | Dura       | Zhang Kailin       | 6–2, 6–4      |
| 11. | 26 de marzo de 2016     | Quanzhou, China    | Dura       | Liu Fangzhou       | 6–2, 6–2      |
| 12. | 17 de abril de 2016     | Shenzhen, China    | Dura       | Mayo Hibi          | 6–2, 6–0      |
| 13. | 30 de julio de 2016     | Wuhan, China       | Dura       | Luksika Kumkhum    | 7–5, 6–2      |

#### Finalista (3)
| N.º | Fecha               | Torneo                | Superficie | Oponentes               | Resultado             |
| --- | ------------------- | --------------------- | ---------- | ----------------------- | --------------------- |
| 1.  | 19 de junio de 2011 | Balikpapan, Indonesia | Dura       | Varatchaya Wongteanchai | 5-7, 3-6              |
| 2.  | 28 de abril de 2013 | Wenshan, China        | Dura       | Zhang Yuxuan            | 6-1, 6-7(4), 2-6      |
| 3.  | 5 de mayo de 2013   | Gifu, Japón           | Césped     | An-Sophie Mestach       | 6-1, 3-6, 0-6         |
| 4.  | 19 de julio de 2015 | Tianjin, China        | Dura       | Duan Yingying           | 6-4, 6-7(2), 0-3 ret. |
| 5.  | 8 de mayo de 2016   | Gifu, Japón           | Dura       | Hiroko Kuwata           | 2–6, 6–2, 4–6         |

### Dobles (1)
| Torneos de $100 000 |
| Torneos de $75 000  |
| Torneos de $50 000  |
| Torneos de $25 000  |
| Torneos de $15 000  |
| Torneos de $10 000  |

| N.º | Fecha                 | Torneos              | Superficie | Pareja        | Oponentes                  | Resultado   |
| --- | --------------------- | -------------------- | ---------- | ------------- | -------------------------- | ----------- |
| 1.  | 25 de octubre de 2010 | Taipéi, Taipéi Chino | Dura (i)   | Kao Shao-yuan | Juan Ting-fei Zheng Saisai | 6-3, 7-6(2) |

#### Finalista (1)
| N.º | Fecha                    | Torneos           | Superficie | Pareja        | Oponentes              | Resultado        |
| --- | ------------------------ | ----------------- | ---------- | ------------- | ---------------------- | ---------------- |
| 1.  | 25 de septiembre de 2010 | Makinohara, Japón | Carpet     | Kao Shao-yuan | Lu Jiajing Lu Jiaxiang | 5-7, 6-1, [9-11] |